# 米卡 (喬治亞州)
米卡（英語：Mica）是位於美國喬治亞州切羅基縣的一個非建制地區。該地的面積和人口皆未知。

## 地理
米卡的座標為34°21′28″N 84°16′22″W / 34.35778°N 84.27278°W，而該地的平均海拔高度為410米（即1345英尺）。